# Adolf Kob

Adolf Kob

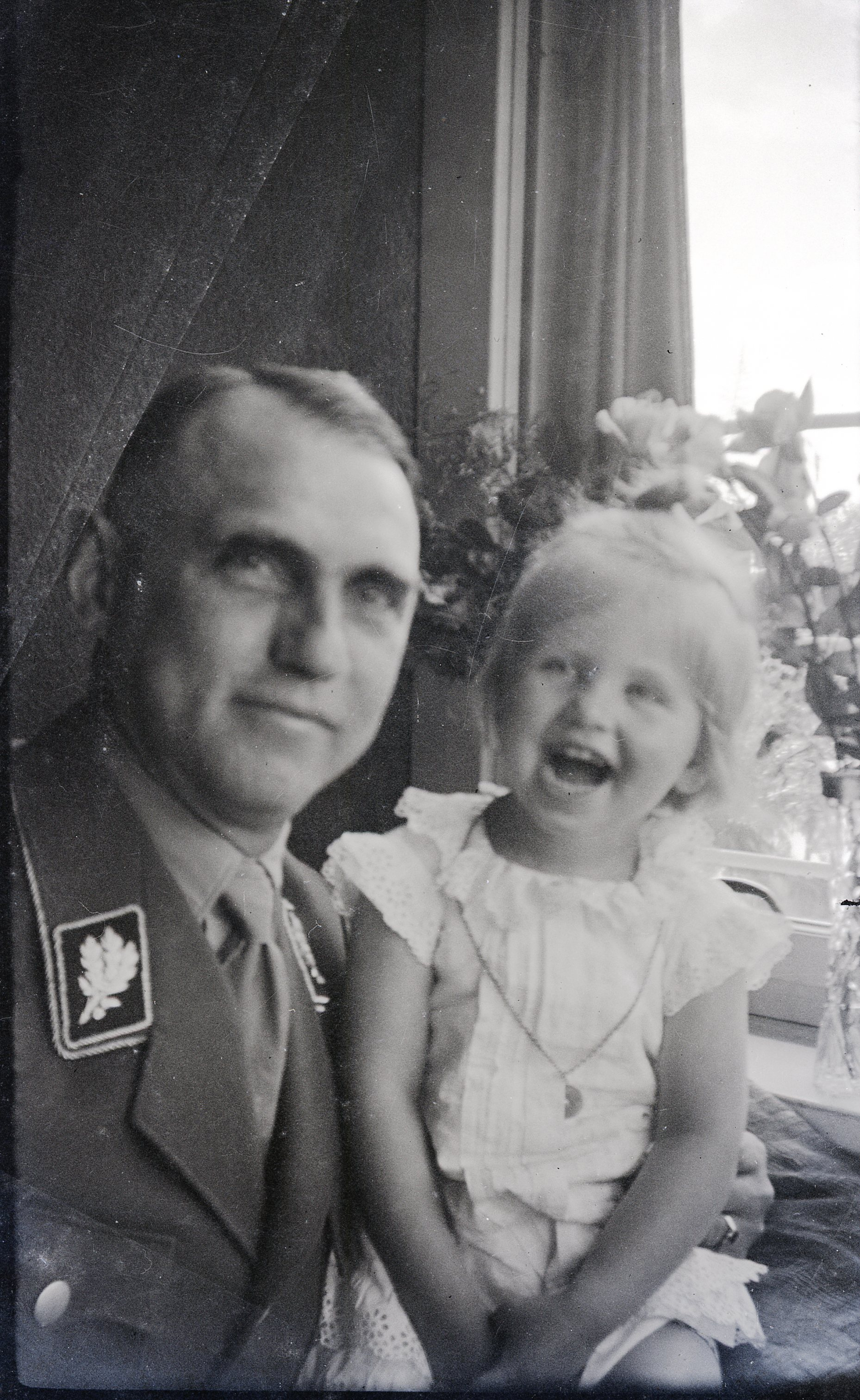
Adolf Kob mit seiner ältesten Enkelin (1936)

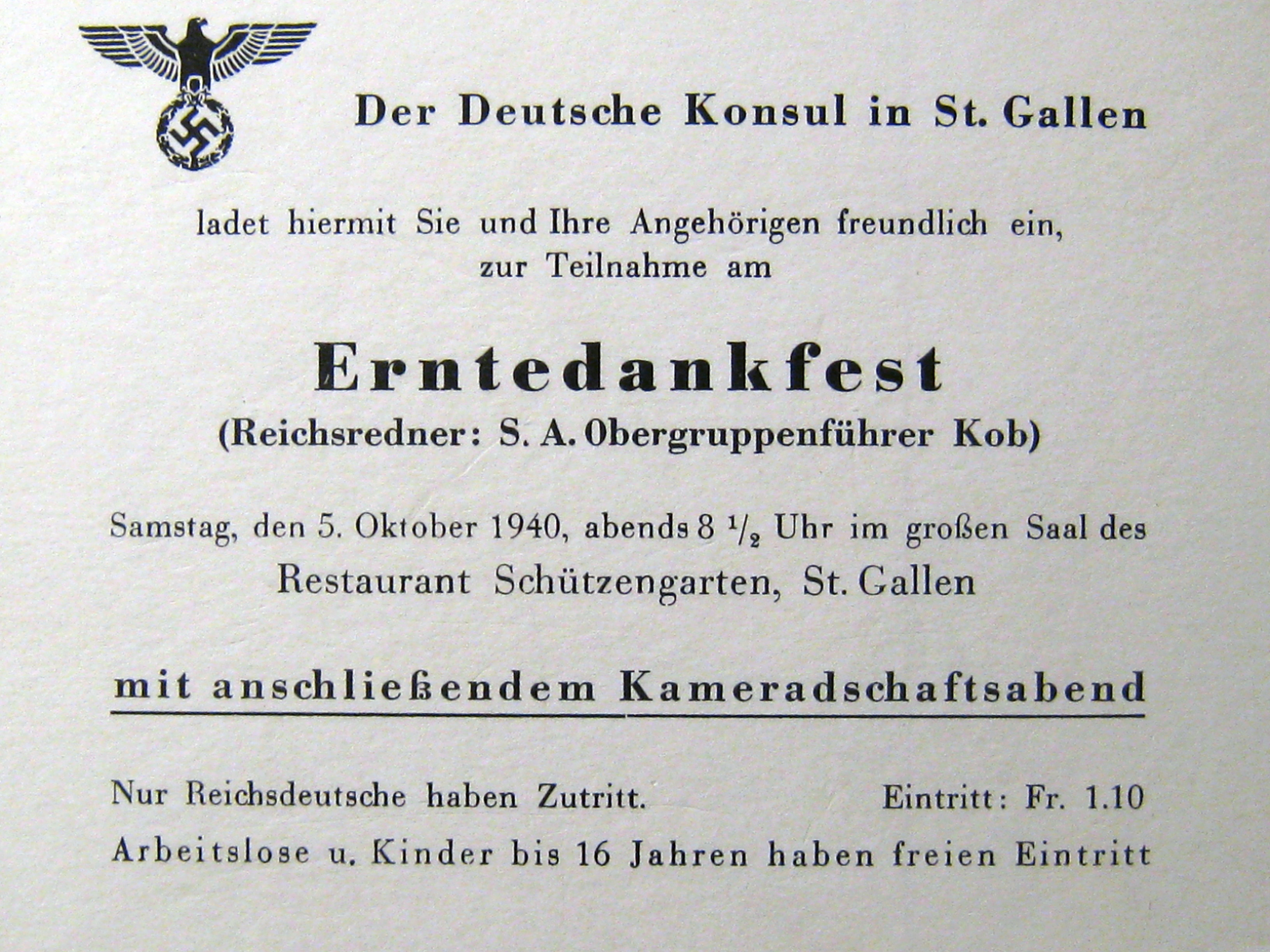
Rede beim Erntedankfest der Deutschen in St. Gallen (1940)

Adolf Hajo Oltmann Kob (* 7. Juni 1885 in Prag; † 20. November 1945 in Bad Mergentheim) war ein deutscher SA-Obergruppenführer sowie Mitglied des Reichstags.

## Leben und Wirken
Kob, der nach dem Besuch der Volksschule und des Gymnasiums in München und Dresden an den Universitäten in Dresden und München Chemie studierte, wurde 1906 mit dem Eintritt in die Königlich-Sächsische Feldartillerie Berufssoldat. Von 1912 bis 1914 absolvierte er die Kriegsakademie in Berlin und nahm anschließend als Divisionsadjutant und Kommandeur am Ersten Weltkrieg teil, zuletzt im Rang eines Generalstabsoffiziers. Nach Kriegsende war er als Polizeioffizier bei der sächsischen Landespolizei, bis er 1923 aus politischen Gründen entlassen wurde, tätig und arbeitete danach im kaufmännischen Bereich.
Kob trat 1923 zunächst dem Wikingbund bei. Er betätigte sich während der Weimarer Republik zudem in der DNVP. Kob trat zum 1. Februar 1930 der NSDAP bei (Mitgliedsnummer 192.421). Er war seit dem 1. September 1931 Mitglied der SA, innerhalb der er am 1. Juli 1932 SA-Standartenführer wurde. Von März 1932 bis zum September 1933 war er Stabsführer bei der SA-Obergruppe IV in Sachsen. Anschließend wurde er bis Ende Januar 1934 Führer der SA-Obergruppe I in Ostpreußen.
Kob engagierte sich besonders für die Reiter-SA, die erst 1930 entstanden war und in die 1933/34 ein Großteil der etwa 60.000 ländlichen Reitervereine in Deutschland im Rahmen der Gleichschaltung zwangsüberführt worden sind. Er wurde Inspekteur der Reiter-SA. Er wurde im September 1933 zum SA-Brigadeführer befördert. Ab 1933 war er Mitglied des Sächsischen Landtags und im Januar 1935 Provinzialrat in der Provinz Sachsen. Ab der 9. Wahlperiode im November 1933 war Kob für den Wahlkreis 1 (Ostpreußen) und ab 1936 für den Wahlkreis 10 (Magdeburg) Mitglied des Reichstags.
Von Anfang November 1933 bis Ende Januar 1934 übernahm Kob zusätzlich kommissarisch den Posten des Polizeipräsidenten in Königsberg. Von Anfang Februar 1934 bis Mitte Juli 1934 war Kob Inspekteur Ost der Obersten SA-Führung (OSAF). Im November 1934 zum SA-Gruppenführer aufgestiegen leitete er zunächst die SA-Gruppe „Mitte“ und später „Elbe“. Im November 1936 wurde er zum SA-Obergruppenführer befördert.
Nach Beginn des Zweiten Weltkrieges leistete er 1939/40 als Major d.R. Kriegsdienst bei der Wehrmacht und war bei mehreren Generalstäben eingesetzt. Danach wurde er z.V. gestellt.
Anfang Februar 1942 wurde er Führer der Reiter-SA sowie Reichsinspekteur für Reit- und Fahrausbildung in Berlin. Als solchem unterstand Kob die Reichs-Reiterführer-Schule in Berlin-Zehlendorf-Düppel.
Zudem war Kob ab Mai 1942 ehrenamtliches Mitglied des Volksgerichtshofs. Nach Kriegsende starb er im November 1945 in Bad Mergentheim in Gefangenschaft.